# سان كويريكو ديل فاليس
بلدية سانت كيرزي ديل باليس (بالكاتالانية: Sant Quirze del Vallès) هي إحدى بلديات مقاطعة برشلونة، والتي تقع في منطقة كاتالونيا، شرق إسبانيا.
يبلغ عدد سكانها 17.819 نسمة وفقاً لإحصائية سنة (2007).